# Tyler, the Creator
Tyler, The Creator, född Tyler Gregory Okonma 6 mars 1991 i Los Angeles, är en amerikansk rappare och musikproducent. Han är mest känd som ledare för hiphop-kollektivet Odd Future Wolf Gang Kill Them All (förkortas OFWGKTA). 
Han producerar, skriver och skapar sina egna låtar själv. Han äger klädmärket "GOLF". 
I svensk media blev Tyler, The Creator uppmärksammad av musikbloggen PSL som gjorde en stor intervju med honom under SXSW-festivalen i Austin 2011. Det var den första svenska intervjun med artisten som publicerats i Sverige. 
Sommaren 2011 uppträdde Tyler, The Creator tillsammans med Odd Future på Hultsfredsfestivalen.

## Biografi
Tylers pappa som är född i Nigeria lämnade sin familj innan Tyler föddes. Han har en syster och en bonusbroder. Han blev intresserad av musik som sjuåring och lärde sig att spela piano när han var fjorton år gammal.

## Diskografi

### Studioalbum
- Goblin (2011)
- Wolf (2013)
- Cherry Bomb (2015)
- Flower Boy (2017)
- Igor (2019)
- Call Me If You Get Lost (2021)
- Chromakopia (2024)
- Don't Tap the Glass (2025)

### Mixtapes
- The Odd Future Tape (med OFWGKTA) (2008)
- Bastard (2009)
- Radical (med OFWGKTA) (2010)

### Singlar
| Titel                                                  | År   | Album                   |
| ------------------------------------------------------ | ---- | ----------------------- |
| "Sandwitches" (med Hodgy Beats)                        | 2011 | Goblin                  |
| "Yonkers"                                              | 2011 | Goblin                  |
| "She" (med Frank Ocean)                                | 2011 | Goblin                  |
| "Domo23"                                               | 2013 | Wolf                    |
| "Deathcamp"                                            | 2015 | Cherry Bomb             |
| "Fucking Young / Perfect"                              | 2015 | Cherry Bomb             |
| "Who Dat Boy"(med ASAP Rocky)                          | 2017 | Flower boy              |
| "911 / Mr. Lonely"                                     | 2017 | Flower boy              |
| "Boredom"(med Rex Orange County och Anna of the North) | 2017 | Flower boy              |
| "I Ain't Got Time!"                                    | 2017 | Flower boy              |
| "See You Again"(med Kali Uchis)                        | 2017 | Flower boy              |
| "Okra"                                                 | 2018 | Inget album             |
| "435"                                                  | 2018 | Inget album             |
| "Peach Fuzz"                                           | 2018 | Inget album             |
| "Potato Salad"(med ASAP Rocky)                         | 2018 | Inget album             |
| "Earfquake"                                            | 2019 | Igor                    |
| "Best Interest"                                        | 2020 | Inget album             |
| "Group B"                                              | 2020 | Inget album             |
| "LUMBERJACK"                                           | 2021 | Call Me If You Get Lost |
| Cash in Cash out (med 21 Savage & Pharrell Williams)   | 2022 | Inget album             |
| "Noid"                                                 | 2024 | Chromakopia             |